# Yoshikazu Nagai
Yoshikazu Nagai (født 16. april 1952) er en japansk fodboldspiller.

## Japans fodboldlandshold
| Japans landshold | Japans landshold | Japans landshold |
| År               | Kmp              | Mål              |
| ---------------- | ---------------- | ---------------- |
| 1971             | 4                | 1                |
| 1972             | 0                | 0                |
| 1973             | 5                | 0                |
| 1974             | 4                | 1                |
| 1975             | 11               | 1                |
| 1976             | 17               | 2                |
| 1977             | 5                | 0                |
| 1978             | 12               | 1                |
| 1979             | 9                | 3                |
| 1980             | 2                | 0                |
| Total            | 69               | 9                |